# Tony Vermeire
Tony Vermeire (Eeklo, 6 december 1974) was een Belgisch politicus voor CD&V, van 2013 tot en met 2018 burgemeester van Zomergem en van 2019 tot 2022 van de fusiegemeente Lievegem. Hij is getrouwd en heeft twee kinderen. In 2023 ontving hij de titel van ereburgemeester van de gemeente Lievegem.  

## Levensloop
Vermeire is leraar van opleiding en stond eerst zeven jaar voor de klas. Nadien was hij zeven jaar directeur van vrije basisschool Sint-Martinus te Zomergem.
Bij de gemeenteraadsverkiezingen van 2006 werd hij lijsttrekker voor CD&V in de Oost-Vlaamse gemeente Zomergem. Zijn partij behaalde 9 van 19 zetels. De partijen Open Vld en Groen! vormden een coalitie, CD&V moest naar de oppositie. Tony Vermeire werd er fractieleider in de gemeenteraad.
Bij de gemeenteraadsverkiezingen van 2012 behaalde CD&V - met 10 van 19 zetels - de absolute meerderheid in Zomergem. Lijsttrekker Vermeire werd burgemeester.
Samen met wijlen Ann Coopman, burgemeester van Waarschoot, en Chris De Wispelaere, burgemeester van Lovendegem, stond Vermeire aan de wieg van de vrijwillige fusie met buurgemeenten Lovendegem en Waarschoot, die uiteindelijk op 1 januari 2019 uitmondde in de fusiegemeente Lievegem. 
Bij de gemeenteraadsverkiezingen van 2018 behaalde CD&V 14 van de 29 zetels. Er werd een coalitie gevormd met Open Vld die 6 zetels haalden. Vermeire behaalde 3.865 voorkeurstemmen en werd in januari 2019 de eerste burgemeester van Lievegem.
Op 1 februari 2022 verrast Vermeire door aan te kondigen per 1 september 2022 te stoppen als burgemeester van Lievegem. Vermeire kiest voor een job als adviseur bij Idea Consult, een adviesbureau dat werkt rond fusies van gemeenten en publieke organisaties. Op 7 februari 2022 raakte bekend dat schepen Kim Martens Vermeire per 1 september zal opvolgen als burgemeester van Lievegem.   
Sinds 20 mei 2023 presenteert Vermeire een tweewekelijks radioprogramma op zaterdag van 10 tot 12 op Radio Meteor. Radio maken is naar eigen zeggen een oude liefde die hij steeds gemist heeft. Vermeire presenteerde rond de jaren 2000 op de toenmalige radio M.O.S. in Waarschoot. Het programma maakt Vermeire samen met Reggy Dekeyser en draagt de naam Viva La Vida. Tweewekelijks ontvangen zij een centrale gast die over vier belangrijke momenten in zijn of haar leven komt vertellen. 
Vanaf 1 september 2024 wordt Vermeire algemeen directeur van College Ten Doorn te Eeklo. Hij zal er Annick Willems opvolgen die er algemeen directeur was sinds 1 september 2014 en op het einde van schooljaar 2023-2024 op pensioen zal gaan. Vermeire keert hiermee terug naar het onderwijs en zal aan het hoofd staan van de school waar hij zelf nog aan de schoolbanken zat. 

## Onderscheidingen
Op 15 januari 2021 verscheen in het Belgisch Staatsblad dat aan Vermeire de eervolle onderscheiding officier in de Kroonorde werd toegekend.
Op 29 maart 2023 kende de gemeenteraad van de gemeente Lievegem de titel van ereburgemeester toe aan Tony Vermeire. Op de Vlaamse Feestdag op 11 juli 2024 werd Vermeire officieel gehuldigd op het voormalig gemeentehuis van deelgemeente Waarschoot. 